# Maxie Rosenbloom
Max Everitt Rosenbloom (Leonard's Bridge, 1º de novembro de 1907 - South Pasadena, 6 de março de 1976) foi um pugilista americano, campeão mundial dos meios-pesados entre 1930 e 1934.

## Biografia
Poucos pugilistas na história do boxe entraram no ringue tantas vezes quantos Maxie Rosenbloom, que em dezesseis anos de carreira lutou quase 300 vezes, com números variando entre 274-299 de acordo com a fonte.
Rosenbloom tinha um estilo de boxear próprio bastante incomum, mantendo a guarda alta e costumeiramente atingindo seus oponentes com as luvas abertas, o que acabou rendendo-lhe o apelido de Slapsie Maxie (pt:Esbofeteador Maxie). Não tinha um soco muito potente e confiava mais no seu jogo de pernas para não ser atingido, enquanto golpeava seus adversários sempre a uma distância segura, tendo vencido a imensa maioria de seus combates nos pontos, com apenas 19 vitórias por nocaute em seu currículo.
Iniciou sua carreira em 1923 aos 19 anos de idade e, em apenas dois anos de carreira, já tinha alcançado grande destaque no meio do pugilismo, especialmente após seu duelo contra o temível campeão dos pesos-médios Harry Greb em 1925, quando suportou dez rounds ileso em um combate sem um vencedor oficial, mas com os jornais da época apontando vitória para Greb na manhã seguinte.
Assim era Rosenbloom, aceitava lutar contra qualquer um, não importando quem fosse, ou quantas vezes fosse necessário enfrentar o mesmo adversário, tendo assim protagonizado grandes rivalidades ao longo de sua carreira contra pugilistas do quilate de Lou Scozza, Jimmy Slattery, Leo Lomski, Bob Godwin e John Henry Lewis, entre outros mais.
Em meados de 1927 fez sua primeira luta válida por um título mundial, quando subiu ao ringue e perdeu nos pontos para Jimmy Slattery a disputa pelo título vacante de campeão dos meios-pesados pela Associação Nacional de Boxe. Apesar desse revés manteve-se bastante ativo nos anos de 1928 e 1929, tendo realizado 46 lutas nesse período, incluindo uma vitória sobre o futuro campeão mundial dos pesos-pesados Jim Braddock.
Uma vez mais subiu ao ringue contra Jimmy Slattery, em meados de 1930, em nova disputa pelo título mundial dos meios-pesados. Mas desta vez, ao contrário do confronto anterior, Rosenbloom foi declarado o vencedor e assim capturou para si o título de campeão mundial dos meios-pesados pela Comissão Atlética do Estado de Nova Iorque. Rosenbloom defendeu seu título com sucesso em cinco oportunidades distintas, incluindo uma vitória em 1933 sobre Bob Godwin, então campeão dos meios-pesados pela Associação Nacional de Boxe, que solidificou Rosenbloom como o inconteste campeão mundial dos meios-pesados.
Por fim, em 1934, Rosenbloom acabou perdendo seu título mundial para Bob Olin, em uma luta decidida a favor do desafiante de maneira unânime pelos jurados. Apesar da pouca ação de ambas as partes durante quinze assaltos, o resultado foi amplamente contestado pelos jornais da época, que apontavam nítida vitória para Rosenbloom.
Rosenbloom seguiu lutando assiduamente após a perda de seu título mundial, mas a partir de 1938 começou a realizar cada vez menos lutas, a medida que começava a dedicar mais tempo a sua nova carreira nos filmes de cinema. Rosenbloom abandonou de vez os ringues em 1939. Entre 1937 e 1969, Rosenbloom apareceu em mais de 70 filmes ou séries de Tv, geralmente interpretanto a si próprio.
Rosenbloom faleceu em 1976, aos 68 anos de idade, vítima da Doença de Paget.
Em 1993, Maxie Rosenbloom foi incluído na galeria dos boxeadores imortalizados pelo International Boxing Hall of Fame.